# صفق العنزی
صفق العنزی (انگلیسی: Safaq Al-Anzi؛ زادهٔ ۱۹۴۳) تیرانداز اهل عربستان سعودی بود. وی در بازی‌های المپیک تابستانی ۱۹۸۴ شرکت کرده‌است.